# Anthopleura stellula
Anthopleura stellula är en havsanemonart som först beskrevs av Wilhelm Hemprich och Ehrenberg in Ehrenberg 1834.  Anthopleura stellula ingår i släktet Anthopleura och familjen Actiniidae. Inga underarter finns listade i Catalogue of Life.